# Nino Pagot
Nino Pagot, pseudonimo di Giovanni Pagotto (Venezia, 3 aprile 1908 – Milano, 23 maggio 1972), è stato un fumettista, animatore e regista italiano. 
È stato uno dei pionieri dell'animazione italiana, oltre che uno dei maestri del locale movimento fumettistico, divenuto famoso soprattutto per la creazione, assieme al fratello Toni, dei personaggi Grisù il draghetto e Calimero.

## Biografia
Nato a Venezia, si trasferì a Milano durante la prima guerra mondiale. Dopo aver frequentato un istituto tecnico, sul finire degli anni venti iniziò a disegnare per varie riviste italiane, tra cui Attorno al fuoco, rivista scout, per Corriere dei Piccoli e per Il Giornale delle Meraviglie.
Successivamente prese il posto di Antonio Rubino alla direzione artistica de Il Balilla e lavorò come illustratore anche per Travaso, Il Guerin Meschino e L'Audace, oltre che per Argentovivo!. Collaborò anche con l'editore fiorentino Nerbini sulla prima testata di fumetti disneyani al mondo: il Topolino formato giornale.
Negli anni Trenta illustrò per la UTET di Torino le serie 4,5,7 e 8 della notissima collana per ragazzi La Scala d'oro.
L'attività disneyana dell'autore si svolse negli anni tra il 1937 e il 1941: durante tale periodo disegnò storie sia per Topolino, sia per Paperino, collaborando soprattutto con Federico Pedrocchi, ideatore dei due giornali e pioniere della scuola dei Disney italiani, ai cui primi passi Pagot contribuì con due storie ispirate al lungometraggio animato Biancaneve e i sette nani: Biancaneve e il mago Basilisco (Paperino giornale nn.72-100 del 1939) e I sette nani cattivi contro i sette nani buoni (Paperino giornale nn.101-121 del 1939-1940)
La collaborazione con le riviste disneyane continua anche con una serie di storie con personaggi realistici, per la maggior parte scritte da Pedrocchi, e che in un certo senso anticipano le collaborazioni che molti maestri del fumetto nostrano, come Sergio Toppi, strinsero con il Topolino libretto per la realizzazione di versioni a fumetti di famosi romanzi della narrativa.
Nel 1938 Nino Pagot iniziò la sua attività di animatore, ovvero l'aspetto della sua carriera per cui è maggiormente famoso. Fu in quell'anno anno che mise «in cantiere il lungometraggio I fratelli Dinamite». Durante i primi anni quaranta aveva iniziato a realizzare alcuni film, ma proprio l'esperienza con i fumetti di Biancaneve lo spinse a intraprendere la realizzazione e la produzione di cartoni animati.
Durante la seconda guerra mondiale collaborò con il fratello Toni alla realizzazione del progetto Lalla, piccola Lalla e al lungometraggio I fratelli Dinamite, uno dei primi e più importanti cartoni animati italiani dell'epoca, strappando, per pochissime ore, il primato a La rosa di Bagdad di Anton Gino Domeneghini. I fratelli Dinamite è stato restaurato nel 2005 grazie a nuove tecniche digitali che ne hanno rinfrescato il colore.
I fratelli Dinamite, però, sono solo la prima di una lunga attività che ha permesso allo studio Pagot - fondato nel 1946 e al quale hanno collaborato, oltre al fratello Toni, anche i figli Marco e Gina - la possibilità di realizzare numerosi prodotti, nonostante che una bomba ne distruggesse i locali durante il 1947, costringendoli, di fatto, a ricominciare da zero. Tra le serie e i personaggi creati dalla famiglia Pagot si ricordano Cocco Bacillo, Fantasma, Omino-goccia, Pellicano, Gelsomina. Esiste anche una vecchia polemica tra gli eredi Pagot e il disegnatore Carlo Peroni, che si è autoattribuito senza seguito la medesima creazione, il famosissimo Calimero, divenuto simbolo del programma culto Carosello. A questi personaggi originali, i fratelli Pagot affiancano anche la produzione di cartoni di personaggi altrui, come Cocco Bill, il famoso cow-boy ideato dal molisano Jacovitti, o i personaggi Hanna-Barbera.
Muore a Milano nel 1972, proprio alla vigilia dell'esordio di Grisù il draghetto: dopo averci lasciato poche storie disneyane, ma una grande produzione animata. Può essere considerato, insieme a Pedrocchi e Toppi, uno dei pionieri della scuola Disney italiana.

## Opere
Per Paperino
- La mia avventura tra gli Arussi, nn. 41-53 del 1938
- Biancaneve e il mago Basilisco, nn. 72-100 del 1939
- I sette nani cattivi contro i sette nani buoni, nn. 101-121 del 1939-1940

Per Topolino
- Pino il mozzo, nn. 307-314
- La grande corsa, nn. 423-425
- La fontana del bambino felice, n. 430 su testi di M. Brancacci
- Il sire di Dalmonte, n. 431 su testi di F. Baglioni
- La teleferica salvatrice, n. 432 su testi di F. Baglioni
- I tre talismani, nn. 463-475, su testi di G. Gozzano

Per Corriere dei Piccoli
- Le avventure di Casimoro Centimetri, 1940
- Le avventure di Poldo e Paola, 1941